# Coupe de l'Outre-Mer 2008
Navigation
Édition suivante
La Coupe de l'Outre-Mer 2008 est la première édition de la Coupe de l'Outre-Mer de football, une compétition française créée par la Fédération française de football (FFF) et la Ligue du Football Amateur (LFA) qui oppose les équipes de football de toutes les ligues de l'Outre-Mer.
Cette compétition a eu lieu en France dans la région d'Île-de-France du 24 septembre au 4 octobre 2008 et a été remportée par La Réunion.
Le vainqueur est sacré Champion ultramarin de football et joue contre le vainqueur de la Ligue hexagonale de football pour obtenir le titre de meilleur Ligue française de football.
Toute la compétition a été diffusée en France sur la chaîne du groupe France Télévisions France Ô, Eurosport et RFO.

## Règlement
Dans le cadre de cette compétition, il ne peut y avoir de match nul. Ainsi, si à la fin du temps réglementaire, les deux équipes sont encore à égalité, il n'y a pas de prolongation mais une séance de tirs au but pour désigner le vainqueur du match.
Lors de la phase de poule, les points pour le classement sont attribués de la sorte :
- victoire avant la fin du temps réglementaire : 4 pts
- victoire aux tirs au but : 2 pts
- défaite aux tirs au but : 1 pt
- défaite avant la fin du temps réglementaire : 0 pt.

Les vainqueurs de chaque poule s'affrontent en finale pour le gain du trophée.
Les deuxièmes de chaque poule s'affrontent dans le match pour la troisième place.
Les troisièmes de chaque poule s'affrontent dans le match pour la cinquième place.

## Stades et villes d'accueil
| Stade                         | Ville              | Département       |
| ----------------------------- | ------------------ | ----------------- |
| Stade Marville                | La Courneuve       | Seine-Saint-Denis |
| Stade Jean-Rolland            | Franconville       | Val-d'Oise        |
| Stade municipal               | Melun              | Seine-et-Marne    |
| Complexe sportif Léo-Lagrange | Bonneuil-sur-Marne | Val-de-Marne      |
| Stade Dominique-Duvauchelle   | Créteil            | Val-de-Marne      |
| Stade Yves-du-Manoir          | Colombes           | Hauts-de-Seine    |
| Stade Léo-Lagrange            | Poissy             | Yvelines          |
| Stade Henri-Longuet           | Viry-Châtillon     | Essonne           |

## Participants
Les 7 Ligues Outre-Mer de la Fédération française de football :
- Guadeloupe
- Martinique
- Guyane
- La Réunion
- Mayotte
- Nouvelle-Calédonie
- Tahiti est composé de joueurs issus du club champion de l'AS Manu Ura

### Absences
- Saint-Pierre-et-Miquelon
- Wallis-et-Futuna
- Saint-Martin
- Saint-Barthélémy

## Résultats

### Groupe 1
| Rang | Équipe             | Pts | J | G | Gt | Pt | P | Bp | Bc | Diff |
| ---- | ------------------ | --- | - | - | -- | -- | - | -- | -- | ---- |
| 1    | Martinique         | 10  | 3 | 2 | 1  | 0  | 0 | 3  | 1  | +2   |
| 2    | Guadeloupe         | 8   | 3 | 2 | 0  | 0  | 1 | 5  | 1  | +4   |
| 3    | Nouvelle-Calédonie | 5   | 3 | 1 | 0  | 1  | 1 | 2  | 5  | -3   |
| 4    | Tahiti             | 0   | 3 | 0 | 0  | 0  | 3 | 0  | 3  | -3   |

|  | Match pour la première place  |
|  | Match pour la troisième place |
|  | Match pour la cinquième place |

| 24 septembre 2008 | Tahiti | 0 - 1 | Nouvelle-Calédonie | Stade Marville, La Courneuve |
|                   |        |       | Michel Hmeun 90e   |                              |

| 24 septembre 2008 | Guadeloupe | 0 - 1 | Martinique         | Stade Marville, La Courneuve                               |                                                            |
|                   |            |       | Patrick Percin 46e | Spectateurs : 1 000 Arbitrage : André Macoral (La Réunion) | Spectateurs : 1 000 Arbitrage : André Macoral (La Réunion) |

| 27 septembre 2008 | Nouvelle-Calédonie | 0 - 4 | Guadeloupe                                                                         | Stade municipal, Melun                   |                                          |
|                   |                    |       | Fabien Jerome 6e · Lery Hannany 48e · Grégory Gendrey 60e · Jean-Luc Lambourde 80e | Arbitrage : Jean-François Alain (Guyane) | Arbitrage : Jean-François Alain (Guyane) |

| 27 septembre 2008 | Tahiti | 0 - 1 | Martinique                     | Stade municipal, Melun |
|                   |        |       | Kevin Saint-Louis-Augustin 12e |                        |

| 30 septembre 2008 | Tahiti | 0 - 1 | Guadeloupe        | Stade Yves-du-Manoir, Colombes   |                                  |
|                   |        |       | Ludovic Gotin 74e | Arbitrage : Ali Inraki (Mayotte) | Arbitrage : Ali Inraki (Mayotte) |

| 30 septembre 2008 | Nouvelle-Calédonie | 1 - 1                    | Martinique                     | Stade Léo-Lagrange, Poissy               |                                          |
|                   | César Lolohea 48e  |                          | Kévin Saint-Louis-Augustin 49e | Arbitrage : Jean-François Alain (Guyane) | Arbitrage : Jean-François Alain (Guyane) |
| ? · ? · ? · ? · ? | Tirs au but 3 – 4  | ? · ? · ? · Eddy Heurlié |                                | Arbitrage : Jean-François Alain (Guyane) | Arbitrage : Jean-François Alain (Guyane) |

### Groupe 2
| Rang | Équipe     | Pts | J | G | Gt | Pt | P | Bp | Bc | Diff |
| ---- | ---------- | --- | - | - | -- | -- | - | -- | -- | ---- |
| 1    | La Réunion | 8   | 2 | 2 | 0  | 0  | 0 | 8  | 1  | +7   |
| 2    | Guyane     | 4   | 2 | 1 | 0  | 0  | 1 | 4  | 4  | 0    |
| 3    | Mayotte    | 0   | 2 | 0 | 0  | 0  | 2 | 3  | 10 | -7   |

|  | Match pour la première place  |
|  | Match pour la troisième place |
|  | Match pour la cinquième place |

| 25 septembre 2008 | Mayotte        | 1 - 6 | La Réunion                                                            | Stade Jean-Rolland, Franconville |  |
|                   | Anli Abdou 71e |       | Mamoudou Diallo 15e 55e 80e · Quentin Boesso 36e 87e · Eric Farro 50e |                                  |  |

| 28 septembre 2008 | Guyane                                                             | 4 - 2 | Mayotte | Complexe sportif Léo-Lagrange, Bonneuil-sur-Marne |
|                   | Wilson Lecante · David Martinon · Wilson Lecante · Mario Clothilde |       |         |                                                   |

| 1er octobre 2008 | Guyane                                                 | 0 - 2 | La Réunion                                                                            | Stade Henri-Longuet, Viry-Châtillon |                          |
|                  | Gérard Clerc 26e · Rudy Merille 45e · Gérard Clerc 71e |       | Eric Farro 2e · Quentin Boesso 31e · Quentin Boesso 31e (pen.) · Frédéric Nativel 50e | Arbitrage : M. Christian            | Arbitrage : M. Christian |

### Matches de classement

#### Match pour la5eplace
| 3 octobre 2008 | Nouvelle-Calédonie                       | 3 - 2 | Mayotte                                   | Stade Marville, La Courneuve                |                                             |
|                | Pierre Wajoka 53e 87e · Bertrand Kaï 58e |       | Tarmidhi Hamada 12e · Ahamadi Houmadi 50e | Arbitrage : Phillippe Touraine (Guadeloupe) | Arbitrage : Phillippe Touraine (Guadeloupe) |

#### Match pour la3eplace
| 3 octobre 2008 | Guadeloupe                                                       | 4 - 0 | Guyane | Stade Marville, La Courneuve |
|                | Lery Hannany 1re 62e · Jean-Luc Lambourde 37e · Minnji Gomez 47e |       |        |                              |

### Finale
| 4 octobre 2008 | Martinique                                                    | 0 - 1 | La Réunion                                                          | Stade Dominique-Duvauchelle, Créteil  |                                       |
|                | Rodrigue Audel 56e · Marc-Harry Codassé 79e · Ulrik Cilis 81e |       | Mamoudou Diallo 47e · Jean-Michel Fontaine 85e · Nicolas Hoarau 90e | Arbitrage : Hervé Piccirillo (France) | Arbitrage : Hervé Piccirillo (France) |

| Champion ultramarin de football 2008 |
| ------------------------------------ |
| La Réunion                           |